# Coelotrochus viridis
Coelotrochus viridis là một loài ốc biển nhỏ, là động vật thân mềm chân bụng sống ở biển trong họ Trochidae, họ ốc đụn.